# Adam Bronisław Ciechański

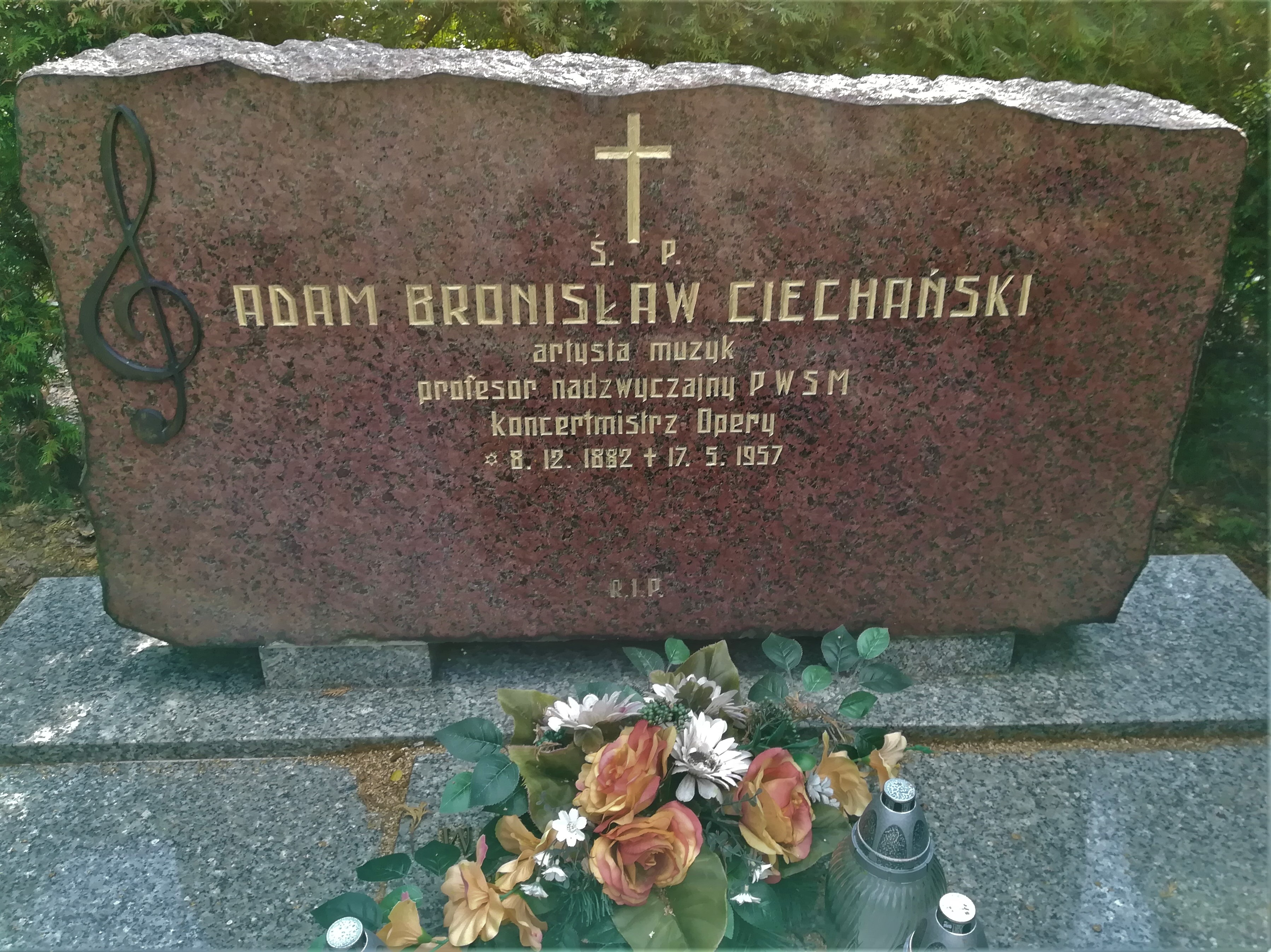
Grób na cmentarzu junikowskim w Poznaniu

Adam Bronisław Ciechański (ur. 8 grudnia 1882 w Sulmierzycach, zm. 17 maja 1957 w Poznaniu) – kontrabasista, profesor Konserwatorium Muzycznego i Państwowej Wyższej Szkoły Muzycznej w Poznaniu i Wrocławiu.

## Życiorys
Urodził się w rodzinie Adama (1851–1907) i Franciszki z Karwackich. Jego pierwszym nauczycielem był ojciec, organista miejscowego kościoła. Edukację muzyczną syna rozpoczął od nauki gry na fortepianie, skrzypcach i organach. Młody Adam szybko wykazał przydatność do zawodowego kształcenia muzycznego. Rodzice regularnie zabierali go do Poznania na przedstawienia w operze. Podczas jednej z takich wycieczek poznał kontrabas, który wywarł na nim tak wielkie wrażenie, iż sam postanowił rozpocząć naukę gry na tym instrumencie.
W wieku 14 lat A.B. Ciechański wyjechał do Niemiec, aby odbyć gruntowne studia muzyczne. Od 1896 uczył się u Paula Langenmeyera w Peine – pod Hanowerem, grając jednocześnie w orkiestrze miejskiej w Nebro w Turyngii. W roku 1904 został członkiem Orkiestry Symfonicznej w Kolonii, ale już po upływie roku podjął pracę w Petersburskiej Orkiestrze Symfonicznej. W 1906 roku przeniósł się do Moskwy, gdzie pracował w sezonie artystycznym 1906/07. Po tej trwającej trzy lata wędrówce powrócił do Niemiec, by kontynuować studia w Berlińskiej Królewskiej Akademii Muzycznej w klasie kontrabasu M. Skibickiego. W roku 1911 udał się do Hamburga i tam zdobył wykształcenie wirtuozowskie u słynnego pedagoga Fryderyka Warneckego. Po skończeniu nauki w 1913 roku uzyskał drogą konkursu posadę w Deutsches Opernhaus w Charlottenburgu (Berlin).
W roku 1919 wrócił do Polski i osiedlił się na stałe w Poznaniu, obejmując posadę pierwszego kontrabasisty w orkiestrach Opery i Teatru Wielkiego. W 1920 roku zostało otwarte Konserwatorium Muzyczne w Poznaniu, gdzie A.B. Ciechański objął stanowisko pedagoga klasy kontrabasu i tuby. W latach 1929–1939 uczył również w Miejskim Konserwatorium w Bydgoszczy, a po wojnie, w latach 1955 do 1957 w Państwowej Wyższej Szkole Muzycznej we Wrocławiu. W okresie międzywojennym oraz po wojnie, z uwagi na niewielką liczbę muzyków, umiejętność gry na dwóch instrumentach dawała większe możliwości znalezienia pracy. Oprócz działalności pedagogicznej w szkolnictwie wyższym prof. Ciechański kształcił młodych adeptów kontrabasu w średnich szkołach muzycznych Poznania i Torunia.
Podczas II wojny światowej, w 1940 roku został przymusowo wysiedlony z rodziną do Sanoka. W okresie okupacji pracował w Krakowie, gdzie zajmował stanowisko pierwszego kontrabasisty w Orkiestrze Symfonicznej Generalnego Gubernatorstwa, tam poznał wiedeńskiego kontrabasistę Ludwiga Streichera zaliczanego do grona najwybitniejszych w najnowszej historii światowego kontrabasu.
We wrześniu 1945 roku Ciechański powrócił do Poznania, gdzie grał w orkiestrze operowej na stanowisku koncertmistrza. Powrócił także do pracy dydaktycznej, którą kontynuował w PWSM w Poznaniu, a od roku 1955 również w PWSM we Wrocławiu. Jeszcze przed rozpoczęciem pracy we wrocławskiej uczelni często zasilał także grupę kontrabasów Opery Wrocławskiej.
Ciechański uczył także w Państwowej Średniej Szkole Muzycznej i Liceum Muzycznym w Poznaniu, dojeżdżał do szkół muzycznych Bydgoszczy i Torunia. Jego zasługi pedagogiczne są ogromne, wychował bowiem pokolenie bardzo dobrych kontrabasistów i położył podwaliny pod metodyczne nauczanie gry na kontrabasie na poziomie do tej pory w Polsce niespotykanym. W pamięci jego absolwentów zachował się jego serdeczny i ojcowski stosunek do uczniów.
Był entuzjastycznym propagatorem gry solowej na kontrabasie, występował na koncertach symfonicznych w Niemczech i prawie we wszystkich większych miastach Polski. Wielokrotnie brał także udział w koncertach przeznaczonych na cele dobroczynne, na przykład w sanatoriach dla chorych. Recenzenci podkreślali jego wirtuozowską technikę, śpiewny ton i wielką kulturę wykonania.
Adam Bronisław Ciechański posiadał dwa kontrabasy, które pieszczotliwie nazywał „tenorino” i „baryton”, a z którymi niemalże nigdy się nie rozstawał. Obydwa instrumenty zachowały się i nadal są w znakomitym stanie.
Za całokształt działalności oraz zasługi dla polskiej kultury muzycznej otrzymał liczne nagrody. m.in. Nagrodę Muzyczną Województwa Poznańskiego (1948), Dyplom Uznania Ministra Kultury i Sztuki (1950).
Od 21 września 1921 był mężem Marianny z Winiewiczów (1893–1975), z którą miał czworo dzieci: Adama Bogumiła (1922–1940), studenta Konserwatorium w Poznaniu, który zginął w Auschwitz, Annę Bognę (1925–2008), skrzypaczkę, Aleksandra Bronisława (1927–2012), wiolonczelistę i Alfreda Bohdana (1929–1990), waltornistę, koncertmistrza Filharmonii Poznańskiej.
Adam Bronisław Ciechański zmarł w Poznaniu 17 maja 1957 roku i pochowany został w Alei Zasłużonych na cmentarzu Junikowskim (AZ-L-2).

## Ordery i odznaczenia
- Krzyż Kawalerski Orderu Odrodzenia Polski (1953)
- Złoty Krzyż Zasługi (22 lipca 1952)[3]

## Upamiętnienie
Towarzystwo Muzyczne im. Henryka Wieniawskiego w Poznaniu od 1974 roku organizuje Ogólnopolski Konkurs Kontrabasowy im. Adama Bronisława Ciechańskiego.
W 1976 roku na ścianie rodzinnego domu w Sulmierzycach umieszczono tablicę pamiątkową poświęconą Adamowi Bronisławowi Ciechańskiemu.